# Kristian Ek
Kristian Ek, född 18 juni 1989 i Sundsvall, är en svensk före detta fotbollsspelare.
Ek har studerat vid Handelshögskolan i Stockholm.

## Karriär
Eks moderklubb är GIF Sundsvall. Han debuterade för klubben i Allsvenskan 2008. Han spelade totalt 30 matcher och gjorde ett mål i Superettan samt spelade en match i Allsvenskan för klubben. Han var utlånad till Östersunds FK i två omgångar under 2008 och 2009. Den 31 augusti 2011 skrev han på för Väsby United.